# Elcesaitas
Los elcesaítas fueron una secta del siglo II considerados herejes que aparecieron en Arabia en las inmediaciones de Palestina. 
Su corifeo Elcesai o Elxai que vivía bajo el reinado de Trajano, era de origen judío pero no observaba la ley judaica. Se tenía por inspirado, no admitía más que una parte del Antiguo y Nuevo Testamento y obligaba a sus seguidores a casarse. Defendía que se podía ceder a la persecución, disimular su fe y adorar los ídolos sin pecar con tal que el corazón no formase parte de estos actos. Decía que Cristo era el gran rey pero no se sabe si bajo el nombre de Cristo entendía a Jesús de Nazaret u otro personaje. Condenaba los sacrificios, el fuego sagrado, los altares y la costumbre de comer la carne de las víctimas y afirmaba que nada de esto era mandado por la ley, ni estaba autorizado con el ejemplo de los patriarcas. Se dice sin embargo que sus seguidores se unieron a los ebionitas, que defendían la necesidad de la circuncisión y de las ceremonias judaicas. Elxai daba al Espíritu Santo el sexo femenino, porque en hebreo es femenina la palabra rouaeh, espíritu. Enseñaba a sus discípulos oraciones y fórmulas de juramentos absurdos.[cita requerida]
San Epifanio, Eusebio y Orígenes hablan de los elcesaítas: el primero los llama también samseos, de la voz hebrea sames o schesmech, el sol; pero no parece que estos herejes adorasen el sol. Otros los han llamado oseos u osenios; sin embargo no deben de confundirse con los esenios como hizo Escaligero.